# شمس الدين الداودي
محمد بن علي بن أحمد، شمس الدين الداوودي المالكي شيخ أهل الحديث في عصره، صاحب طبقات المفسرين، ولد في مصر ونشأ بها من تلاميذ جلال الدين السيوطي. توفي بالقاهرة سنة 945 هـ الموافق 1538م. أثنى عليه المسند جار الله بن فهد، والبدر الغزّي، وغيرهما.

## تصانيفه
له مصنفات أشهرها:
- طبقات المفسرين.
- ذيل طبقات الشافعية للسبكي
- ترجمة الحافظ السيوطي في مجلد ضخم،[2] قال النجم الغزّي: «جمع ترجمة شيخه الحافظ السيوطي في مجلد ضخم، ورأيت على ظهر الترجمة المذكورة بخطّ بعض فضلاء أهل مصر أن مؤلّفها توفي قبل الزوال بيسير من يوم الأربعاء ثامن عشري شوالٍٍ، ودفن بتربة فيروز خارج باب النصر.»[3]
- له دليل على لب اللباب في الأنساب للسيوطي.[4]